# Štěpán Horník
Štěpán Horník (1. ledna 1915 Zábrdí  – 15.června 1990[zdroj⁠?!]) byl český a československý politik KSČ, za normalizace poslanec České národní rady a ministr obchodu a místopředseda vlády České socialistické republiky.

## Biografie
Původním povolání elektrotechnik. Po vyučení pracoval u různých firem. Od roku 1945 byl činný ve funkcích v KSČ. Působil na generálním ředitelství Tukových závodů a v roce 1950 byl pověřen funkcí ústředního ředitele tohoto podniku. Od roku 1951 zastával pozici náměstka a později prvního náměstka ministra potravinářského průmyslu. V roce 1967 se stal generálním ředitelem podniku Mlékárenský průmysl, Praha. V šedesátých letech byl členek komise ÚV KSČ pro otázky životní úrovně. 
V září 1969 byl jmenován členem české vlády Josefa Kempného a Josefa Korčáka jako ministr obchodu. V následující druhé vládě Josefa Korčáka atřetí vládě Josefa Korčáka působil jako její místopředseda až do června 1981. Jeho nástup do vlády koncem 60. let byl součástí posilování ultralevicové, prosovětské frakce v KSČ. Ve funkci ministra se podílel na výstavbě obchodních domů Kotva a Máj v Praze a prosazoval využívání plastových obalů na potraviny.
Zastával i posty stranické. XIV. sjezd KSČ, XV. sjezd KSČ a XVI. sjezd KSČ ho zvolil členem Ústřední kontrolní a revizní komise KSČ. Zasedal také v České národní radě, kam byl poprvé zvolen ve volbách roku 1976. Mandát poslance ČNR obhájil ve volbách roku 1981.
Držitel vyznamenání : Vyznamenání za zásluhy o výstavbu (1958), Řád práce (1961), Řád vítězného února (1973) a Řád republiky (1974). 